# ObZen
obZen — шостий студійний альбом шведського екстрім-метал гурту Meshuggah. Він був випущений у Європі 7 березня 2008 року, а в Північній Америці — 11 березня 2008 року лейблом Nuclear Blast. Томас Гааке повернувся як студійний барабанщик для запису альбому після того, як на Catch Thirtythree було використано програмне забезпечення для ударних Drumkit from Hell. Це також перший альбом, на якому бере участь басист Дік Левґрен, незважаючи на те, що він є учасником гурту з 2004 року; це пов'язано з тим, що на попередньому альбомі Catch Thirtythree бас-партія була запрограмована цифровим способом, а на попередньому міні-альбомі I бас-партію виконав гітарист Фредрік Тордендал. Після виходу альбому відбувся їхній перший світовий тур. На коротшу версію пісні «Bleed» було знято музичний кліп. Дводискове вінілове перевидання вийшло 22 березня 2019 року на лейблі Nuclear Blast. Ремастеризована версія була випущена 31 березня 2023 року до 15-ї річниці лейблом Atomic Fire.

## Передісторія
В інтерв'ю Revolver барабанщик Томас Гааке заявив, що obZen стане колективним поверненням до минулих робіт гурту, сигналізуючи про зміну напрямку від їхнього попереднього альбому Catch Thirtythree. «У нас є кілька швидких, інтенсивних пісень та метушливий, важкий матеріал, який черпає натхнення з усього, що ми робили в минулому».
Спочатку планували випуск альбому у листопаді 2007 року, перед європейським туром за участю Meshuggah та The Dillinger Escape Plan. Процес запису obZen зайняв більше часу, ніж очікувалося, і це призвело до того, що гурт відмовився від туру, пізніше пояснивши на своєму офіційному вебсайті, що «просування альбому» в рамках туру більше не є актуальним, і що вони воліють зосередити свої пріоритети на завершенні запису.
В інтерв'ю Гааке детальніше прокоментував час, необхідний для запису альбому, сказавши: «Цього разу нам знадобилося майже шість місяців, щоб зробити весь запис і семплування [...] ми точно не поспішали». "Drumkit from Hell" використовувався на альбомі, але не запрограмований, як в Catch Thirtythree. "Drumkit from Hell" був допоміжним джерелом звуку. В іншому інтерв'ю він детальніше розповів про концепцію альбому, сказавши: «Якщо ви ще не зрозуміли, obZen означає, що людство знайшло свій «дзен» у незрозумілому (англ. obscure) та непристойному (англ. obscene)». Гааке також згадав, що його улюблений трек на цьому альбомі — «Dancers to a Discordant System». Meshuggah вперше виконали пісню наживо на першому концерті туру Koloss у Бристолі, Англія, 12 квітня 2012 року. З того часу вона виконувалася як завершальна пісня кожного концерту туру.
Пісня «Bleed» була випущена як DLC для відеоігор Rock Band через Rock Band Network 18 червня 2010 року.

## Обкладинка альбому
Хоча Meshuggah раніше цього не робив, оформлення альбому obZen було передано на аутсорсинг. Маючи чітке бачення того, яким би хотів бути цей твір, Meshuggah звернулися до крос-медійного художника Йоахіма Лютке. В інтерв'ю Nuclear Blast USA Гааке та Гаґстрем пояснюють, що на твірі зображено фотографію чоловічої моделі в «позі дзен-лотоса», а нижня половина фотографії належить жіночій моделі. Це пояснюється тим, що чоловіча модель не могла виконувати цю позу, що робило фігуру андрогінною. Модель вкрита кров’ю, що пояснюється як метафора того, що людство знаходить душевний спокій через непристойність. Крім того, кожна з трьох заляпаних кров’ю рук позує у формі числа шість, що символізує злу природу людини.

## Сприйняття
obZen отримав схвальні відгуки як критиків, так і шанувальників. На Metacritic він має оцінку 83 зі 100 на основі 6 рецензій, що свідчить про «загальне визнання».
Альбом отримав високі оцінки за його послідовність, а гурт — за постійну музичну еволюцію. Нік Террі з Decibel сказав: «Три роки потому у нас є нова точка відліку для визначення музичної еволюції Meshuggah. І так, все розвивається добре».
Альбом також отримав схвальні відгуки за те, що гурт повернувся до свого раннього треш-металу в таких треках, як «Combustion» та «Bleed», зберігаючи при цьому експерименталізм, властивий їхнім останнім альбомам. Джон Норбі з журналу Zero Tolerance Magazine описав його як «найкраще з сучасного Meshuggah зустрічається з найкращим зі старого Meshuggah».
Том Юрек у своєму огляді альбому на Allmusic назвав obZen «чистим атакувальним металом, зіграним гуртом, який прагнув від простоти до надмірності та поєднав обидва елементи в альбом, що знаходиться на рівні з усім іншим, що вони робили раніше, навіть якщо ще не всі елементи ідеально поєднуються».
Такі журнали, як Terrorizer, Decibel, Revolver та Metal Hammer, включили альбом до свого списку найкращих за 2008 рік. Meshuggah був номінований на шведську премію «Ґреммі» за альбом obZen у категорії гард-рок, але програв In Flames.
У 2023 році журнал Rolling Stone поставив третій трек альбому, «Bleed», на сорок перше місце у своєму списку 100 найкращих пісень у стилі геві-метал.

## Список композицій
Вінілові релізи мають треки 1–3 на стороні A, треки 4–6 на стороні B, треки 7–8 на стороні C та трек 9 на стороні D.
Автор слів Томас Гааке. 
| #     | Назва                            | Автор музики    | Тривалість |
| ----- | -------------------------------- | --------------- | ---------- |
| 1.    | «Combustion»                     | Тордендал       | 4:08       |
| 2.    | «Electric Red»                   | Гаґстрем, Гааке | 5:51       |
| 3.    | «Bleed»                          | Тордендал       | 7:22       |
| 4.    | «Lethargica»                     | Гаґстрем        | 5:47       |
| 5.    | «obZen»                          | Гаґстрем        | 4:24       |
| 6.    | «This Spiteful Snake»            | Гаґстрем, Гааке | 4:52       |
| 7.    | «Pineal Grand Optics»            | Тордендал       | 5:12       |
| 8.    | «Pravus»                         | Гаґстрем        | 5:10       |
| 9.    | «Dancers to a Discordant System» | Тордендал       | 9:36       |
| 52:22 |                                  |                 |            |

## Особосклад
Був узятий з Allmusic.

### Meshuggah
- Єнс Кідман – спів
- Фредрік Тордендал – соло-гітара
- Мортен Гаґстрем – ритм-гітара, соло-гітара (в піснях "" та "")
- Дік Левґрен – бас-гітара
- Томас Гааке – барабани, художнє читання (у "")

### Виробництво
- Meshuggah – виробництво
- Б'єрн Енґельманн – мастеринг
- Йоахім Лютке – обкладинка, фотографія

## Позиції в чартах
obZen дебютував на 59 місці в Сполучених Штатах, продавши 11 384 копії за перший тиждень. У Швеції альбом потрапив до офіційного чарту альбомів на 16 місці, а у Великій Британії — на 151 місці. До 19 вересня 2008 року obZen продав понад 50 000 копій у США та 82 000 копій до 2012 року.
| Chart (2008)                                       | Peak position |
| -------------------------------------------------- | ------------- |
| Фінляндія Finnish Albums (Suomen virallinen lista) | 21            |
| Франція French Albums (SNEP)                       | 123           |
| Japanese Albums (Oricon)                           | 88            |
| Швеція Swedish Albums (Sverigetopplistan)          | 16            |
| Швейцарія Swiss Albums (Schweizer Hitparade)       | 99            |
| UK Albums (OCC)                                    | 151           |
| США Billboard 200                                  | 59            |